# Emenista
Emenista bisinuosa és una espècie d'aranya araneomorfa de la subfamília Erigoninae, dins de la família Linyphiidae. És l'únic membre del gènere monotípic Emenista.
Fou descrita per primera vegada per Eugène Louis Simon l'any 1894,

## Distribució
És un endemisme de l'Índia.